# 姫川風子
柊 ひめ（ひいらぎ ひめ、1999年1月30日 - ）は、日本のアイドル、DJ、モデル、タレントである。2023年4月に柊 ひめに改名。DJとしては「DJひめかわいい」の名でも活動している。キャッチフレーズは「ひめかわいい」。

## 概要
2013年にテレビ番組「ドリーム²クリエイター」の企画で結成されたアイドルユニット「閃光花火」のメンバーとしてデビューした。その後、所属していた芸能事務所ジュネスが結成した「ジュネス☆プリンセス」に参加しアイドルとしての活動を本格化する。アイドル活動と並行して舞台にも出演。2015年には、講談社が主催する「ミスiD2016」でファイナリストに選出される。ジュネス☆プリンセス解散以降は、「PiiiiiiiN」（候補生期間にグループの解散が決定）、「ヲルタナティヴ」（約3ヶ月で脱退）、「garnet.garnet..」（約半年でグループが解散）、「Aphrodite」（グループ運営が加入撤回を発表）とアイドルグループを転々とする。アイドルだけではなく、2017年からは「DJひめかわいい」としてDJ活動も開始した。Aphrodite臨時加入

## 略歴
2013年
5月19日、テレビ番組「ドリーム²クリエイター」（テレビ東京）の企画「ワンクールアイドル」（3ヶ月限定）で結成されたアイドルユニット「閃光花火」のメンバーとしてデビュー。
11月23日、ジュネス☆プリンセスが結成。当時中学3年生14歳で最年長メンバーとなる。イメージカラーはピンク。
2014年
5月21日 - 25日、相鉄本多劇場にて舞台『キミノテノヒラ』に出演。
2015年
1月30日、16歳の誕生日を迎える。2月1日にジュネス☆プリンセスとして「姫川風子・杉本優羽 合同生誕イベント」（会場：代アニ元気ステーション）を開催。
5月16日、CHEERZの巨大ポスターイベントに参加し、ランキング上位10名に選ばれた。8月23日 - 29日に東京テレポート駅にてポスターが掲出された。
10月23日、ミスiD2016 ファイナリストに選出される。
2016年
1月31日、原宿アストロホールで開催された「ジュネス☆プリンセス3rdワンマンライブ」にて、前日に17歳を迎えた姫川の生誕祭が行われ、渡辺美優紀「わるきー」のソロカバーを披露した。
2月9日、『いいにおいのする映画』（酒井麻衣監督）の舞台挨拶に、中嶋春陽、杉本優羽とともに登壇（会場：新宿シネマカリテ）。
6月27日、ジュネス☆プリンセス解散。
11月12日、「PiiiiiiiN 新メンバー公開オーディション」に参加
12月12日、オーディションの上位3名に選ばれ、新メンバー候補生となる。
2017年
1月30日、18歳の誕生日を迎える。
3月15日、PiiiiiiiNの解散決定を受け、候補生としての活動を終える。
3月23日、ヲルタナティヴのメンバーとしてデビュー。
6月25日、DJ活動を開始。開始当時のDJネームは、DJ姫川風子。
7月2日、ヲルタナティヴを卒業。
2018年
1月30日、19歳の誕生日を迎える。
2月2日、姫川本人のTwitterにて、メンズユニットのプロデュースとメンバーの募集を告知。
3月28日、クラウドファンディングサービスCAMPFIREにて、ソロ写真集出版のクラウドファンディングを開始（目標支援金額80万円）。4月29日、目標金額の40％（322,000円）で募集を終了した。
4月16日、恵比寿BATICAにて初の主催ライブ「bacica×DJひめかわいいpresentsひめがこころに棲みついた」を開催。
7月19日、新宿K'sシネマにて「君のいる町」（野本梢監督）の初公開上映舞台挨拶に登壇。
8月4日・5日、 「TOKYO IDOL FESTIVAL 2018」内の「TOKYO GRAVURE IDOL FESTIVAL 2018」に出演。
9月30日、「野本梢の映画夜話 2018初秋～映画を観たり、おしゃべりしたりの三日間」トークイベントに出演。
10月28日、新結成されたアイドルユニットgarnet.garnet..としてデビュー。
2019年
2月3日、スナックしろくまにて「姫川風子生誕祭〜ひめも大人だよ？〜」を開催
2月10日、新宿レッドノーズにて「バナガネ～姫川風子生誕祭」を開催。
3月26日、01familiaに所属したことを姫川本人のTwitterで発表。
3月30日、 garnet.garnet..がshibuya eggmanでのライブをもって解散。
6月18日、恵比寿BATICAにて主催ライブ「ひめがこころに棲みついた」を開催。
9月7日、ディスクガールprojectへの加入を発表
12月31日、元WEARのらいせとのユニットを翌年4月から始動することを発表。
2020年
1月30日、Aphroditeの所属となったことを発表。
2月1日、池袋ミスマッチにて「姫川風子生誕葬〜ひめに恋しよ？〜」を開催。
2月5日、AKIBA COLORSにて「姫川風子Aphrodite加入記念トークショー『姫川風子やれんのか？」』（出演：吉田豪、Aphroditeプロデューサー安元）を開催。
2月17日、ツイートが何者かによって削除される事件が発生。
2月19日、新宿BLAZEにて開催された『Aphrodite 6th Anniversary ONEMAN LIVE Le début de tout 〜全ての幕開け〜』でAphroditeメンバーとしてステージに立つ。
2月22日、DJアカリソ（月村朱里）とガールズDJユニット・Jesus Loves Meの結成を発表。
2月26日、Aphroditeから加入撤回。
5月3日、ミスいちご2021オーディションに参加。
5月7日、株式会社COREによるプロデュースを本人のTwitter及びInstagramで発表。
5月11日、「個々乃夜presents姫川風子」を主宰し、DJたちのミックスを提供した。
10月14日、大金を持ち逃げされるトラブルにあったことをツイート。
11月15日、アイドルユニットへの加入と一時的な休業を発表。
12月27日、Jesus Loves Meが一度もユニットとして2人で活動することなく解散。
2021年
1月30日、21歳の誕生日を迎える。
2月7日、歌舞伎町Cafe & Bar Neon（19時 - 23時）にて「姫川風子　生誕祭」を開催。
2月13日、Opusプロダクション所属になったことを発表。
6月25日、DJひめかわいいとしてMONOPOLE RECORDSに所属したことを発表。
6月30日、ミスSPA!オーディション2021に参加するも、第1次選考で敗退（撮影会部門22位）。
11月22日、持病療養のための休養を発表。
2022年
3月26日、自宅で配信中に飛び降りたが、軽傷で済んだことをスタッフが報告。
3月30日、YouTubeチャンネルを開設。
4月10日、公式ファンクラブを開設。
4月15日、音楽プロデューサーのっとまんとのプロジェクト「OROPO」のティーザー動画を公開。
4月23日、「緊急開催!! 姫川風子×吉田豪トークライブ “死にかけた姫川風子が天国（ロフトヘブン）に”」に出演。
4月29日、club REBORN公式アンバサダー兼モデルに就任。
5月9日、Pocochaの公式ライバーになったことを発表。
5月22日、tipsy records所属になったことを発表。
6月7日、姫川とTipsy Recordsによるアイドルユニット「Tipsy」のメンバー募集を開始。
9月23日、医師の診断を踏まえた休養を発表。
12月14日、Rudgley株式会社への所属を発表。
2023年
1月16日、ブッチニュースにて連載「姫川風子のひめかわいいコラム」を開始。
3月29日、活動休止を発表。
4月20日、柊ひめに改名。

## 人物
- 医学生である[77]。
- 特技: クラシックバレエ、社交ダンス、ピアノ、ヒップホップ、新体操、声楽[78]。
- スムースチワワを飼っている。名前はおもちくん[79]。
- 愛煙家。シーシャも嗜む。シーシャ店での一日店長[80]や勤務経験[81]がある。
- 料理が趣味で、作った料理をSNSに掲載することもある[82][83][84]
- 2020年4月14日に吉田豪のSHOWROOM番組「豪の部屋」にゲスト出演した際、コンサルティング会社を経営し慶應義塾大学に在籍中であると発言した[85]。
- 「吉田豪の人間コク宝インタビュー」ではバイセクシャルであることを告白。

## garnet.garnet..
- garnet.garnet..（ガーネット ガーネット）は、2018年10月28日に活動を開始した女性アイドルグループ。「人生に忠実に､勝利を勝ち取る」を目標に掲げて活動。姫川はグループの「最年少センター」を自称していたため[86]、本項内に記載する。

### 略歴
2018年
10月28日、garnet.garnet..無料主催イベント「柘榴の実とガーネットの花を胸に」（会場：shibuya eggman）で活動開始。
2019年
1月14日、主催ライブ「柘榴の実り、ガーネットを花束に」（会場：新宿ReNY）を開催。異例の速さでの新宿ReNY公演と話題になる。
3月30日、「柘榴の実とガーネットの花よ永遠に」（会場：shibuya eggman）をもって解散。

### メンバー
- 逢沢ありあ（ミスiD2019 ファイナリスト[89]、MIRAI☆FLEETメンバー）
- 神代冥[注 3]（元NONSTOP、MIRAI☆FLEETメンバー）
- 高槻ゆりか
- 姫川風子
- 夢乃あやね
- りょうか（元PrincessGarden-姫庭-）
- 恋羽なな（2019年2月19日脱退[90]）

### 楽曲
- 茜空（2018年）
- プロローグ（2018年）

## 出演

### 撮影会
- FRESH撮影会、SMOOTH撮影会などの撮影会に出演しているが、事情により予定通り開催されないこともある。

| 日付           | 撮影会                                | 形式             | 備考                                 |
| 2017年         | 2017年                                | 2017年           | 2017年                               |
| -------------- | ------------------------------------- | ---------------- | ------------------------------------ |
| 10月15日       | ファルファーレ撮影会                  | 個人・団体撮影会 | 「最初で最後かもしれない撮影会」     |
| 11月03日       | ファルファーレ撮影会                  | 個人撮影会       |                                      |
| 2018年         |                                       |                  |                                      |
| 08月12日       | PLAYZONE撮影会                        | 個人撮影会       |                                      |
| 2019年         |                                       |                  |                                      |
| 02月16日       | FRESH撮影会                           | 大撮影会         |                                      |
| 04月07日       | PLAYZONE撮影会                        | 個人撮影会       | 音信不通のため欠席                   |
| 05月12日       | イマドキ撮影会                        | 個人撮影会       |                                      |
| 05月25日       | イマドキ撮影会                        | 個人撮影会       |                                      |
| 07月15日       | スタジオガーネット（現・Gスタ撮影会） | 個人撮影会       |                                      |
| 08月24日       | SMOOTH撮影会                          | 個人撮影会       |                                      |
| 2020年         |                                       |                  |                                      |
| 02月09日       | PLAYZONE撮影会                        | 団体撮影会       |                                      |
| 07月26日       | PLAYZONE撮影会                        | 個人撮影会       |                                      |
| 08月09日       | オンしょっと                          | オンライン撮影会 | 開催状況不明                         |
| 08月23日       | SMOOTH撮影会                          | 個人撮影会       |                                      |
| 09月26日・27日 | FRESH撮影会                           | 大撮影会         | 体調不良により欠席                   |
| 10月18日       | FRESH撮影会                           | セッション撮影会 |                                      |
| 10月24日       | SMOOTH撮影会                          | 個人撮影会       |                                      |
| 10月31日       | FRESH撮影会                           | 大撮影会         |                                      |
| 11月15日       | SMOOTH撮影会                          | 個人撮影会       | 中止                                 |
| 12月16日       | FRESH撮影会                           | セッション撮影会 | 欠席                                 |
| 12月25日       | FRESH撮影会                           | セッション撮影会 |                                      |
| 2021年         |                                       |                  |                                      |
| 01月16日       | SMOOTH撮影会                          | 個人撮影会       | 中止                                 |
| 02月10日       | FRESH撮影会                           | セッション撮影会 | 欠席                                 |
| 02月14日       | PLAYZONE撮影会                        | 個人撮影会       | 中止                                 |
| 02月22日       | FRESH撮影会                           | セッション撮影会 | 花粉症による発熱のため欠席           |
| 02月23日       | SMOOTH撮影会                          | 個人撮影会       | 中止                                 |
| 04月04日       | SMOOTH撮影会                          | 個人撮影会       | 中止                                 |
| 04月17日       | SMOOTH撮影会                          | 個人撮影会       | 中止                                 |
| 05月05日       | SMOOTH撮影会                          | 個人撮影会       | 中止                                 |
| 05月16日       | SMOOTH撮影会                          | 個人撮影会       | 中止                                 |
| 06月20日       | FRESH撮影会                           | 大撮影会         |                                      |
| 06月27日       | FRESH撮影会                           | 大撮影会         | 台風の影響のため中止                 |
| 07月04日       | FRESH撮影会                           | 大撮影会         | 悪天候のため中止                     |
| 07月11日       | FRESH撮影会                           | セッション撮影会 |                                      |
| 07月17日       | FRESH撮影会                           | 個人撮影会       |                                      |
| 07月23日       | FRESH撮影会                           | 個人撮影会       |                                      |
| 08月14日       | FRESH撮影会                           | 大撮影会         | 発熱のため、欠席                     |
| 08月21日       | FRESH撮影会                           | 個人撮影会       | 中止                                 |
| 08月28日       | FRESH撮影会                           | 大撮影会         | 最後の個人撮影会の予定から変更       |
| 09月05日       | FRESH撮影会                           | 大撮影会         | 中止                                 |
| 09月13日       | FRESH撮影会                           | セッション撮影会 |                                      |
| 09月25日       | Gスタ撮影会                           | 大撮影会         | 会場がタトゥーNGのため出演キャンセル |
| 09月26日       | FRESH撮影会                           | 大撮影会         |                                      |
| 10月17日       | FRESH撮影会                           | 大撮影会         |                                      |
| 10月23日       | からかね撮影会                        | 個人撮影会       |                                      |
| 10月24日       | FRESH撮影会                           | 個人撮影会       |                                      |
| 10月31日       | FRESH撮影会                           | 大撮影会         |                                      |
| 11月04日       | 個人開催                              | 個人撮影会       |                                      |
| 11月07日       | Gスタ撮影会                           | セッション撮影会 |                                      |
| 11月15日       | チャンス撮影会                        | 個人撮影会       |                                      |
| 12月10日       | Gスタ撮影会                           | セッション撮影会 |                                      |
| 12月18日       | Gスタ撮影会                           | セッション撮影会 |                                      |
| 2022年         |                                       |                  |                                      |
| 02月18日       | SMOOTH撮影会                          | 個人撮影会       | 中止                                 |
| 03月04日       | SMOOTH撮影会                          | 個人撮影会       | 中止                                 |
| 03月05日       | SMOOTH撮影会                          | 個人撮影会       | 中止                                 |
| 03月08日       | メリリー撮影会                        | 個人撮影会       |                                      |
| 07月06日       | SMOOTH撮影会                          | 個人撮影会       | 中止                                 |
| 07月10日       | SMOOTH撮影会                          | 個人撮影会       | 中止                                 |
| 07月17日       | SMOOTH撮影会                          | 個人撮影会       | 中止                                 |
| 07月24日       | SMOOTH撮影会                          | 個人撮影会       | 中止                                 |
| 07月31日       | SMOOTH撮影会                          | 個人撮影会       | 中止                                 |
| 09月10日       | SMOOTH撮影会                          | 個人撮影会       | 中止                                 |
| 09月18日       | SMOOTH撮影会                          | 個人撮影会       |                                      |

### テレビ
- 『ドリームドリームクリエイター』（テレビ東京）- ワンクールアイドル「閃光花火」メンバー
- 『ポンキッキーズ』- 挿入歌[181]（BSフジ）
- 『アゲイン!!』（TBS）
- 『GOTOリポート』（2021年10月、いなケーブルテレビ）[182]

### CM
- 日本コカ・コーラ「みんなでToreta!Dance!女子高生ズver.」[183]

### 舞台
- ヒロセプロジェクト「明日行きの列車は今宵、満天の星空を」（2013年10月23日 - 27日、ラゾーナ川崎プラザソル）- Bチーム 空野リン 役[184]（初舞台初主演）
- ヒロセプロジェクト『不良少年と天使の恋の唄』（2014年1月1日 - 5日、神楽坂・絵空箱） - Cチーム[185]
- 虹の素 #05公演『キミノテノヒラ』（2014年5月21日 - 25日、相鉄本多劇場）[186] - 榎本菜々美役[187]
- 疾風!!新選組 ～時を駆け抜けた漢たち～（2015年2月7日 - 11日、ウッディシアター中目黒） - 市村鉄之助 役[188]

### リーディングライブ
- ヘッド本アザーサイド～冬怪談～（2018年12月22日、NOSE art garage）
- ヘッド本.is（2019年1月13日、NOSE art garage）
- ヘッド本.is（2019年2月17日、NOSE art garage）
- Reading aloud of summer hot time Hideaway（2019年8月16日・18日、中野リーディングバー ジーラブ）

### ミュージックビデオ
- 工藤ちゃん『君のいる町』（2018年）- モデルとして出演[189]
- Charme Ché-ri「Adieu」（2020年）
- MONOCLiNiC「スクールカースト」（2022年）

### 映像作品
- 音女心 -オトメゴコロ-
  - 「【心音】姫川風子さんvol.1」（2020年5月21日）[190]
  - 「【心音】姫川風子さんvol.2」（2020年5月30日）[191]

### 配信番組
- F@nTV『暗闇ハウス』[192]

### モデル
- GEKIROCK CLOTHING - 着用モデル
- ROCK HAiR FACTORY - ヘアモデル[193]

## 書籍・雑誌

### 写真集
- 『モアグラフィ(美少女メディア向日葵セカンド写真集)』（2017年12月、モアグラフィ製作委員会）
- 『君のお人形さん～姫川風子01.30～』（2021年2月、自主制作）

### 雑誌
- 「KERA」 2016年3月号 - ストリートスナップ[194]
- 「KERA」2016年4月号　-  双木昭夫×ケラ!プレゼンツ　『新少女世界　おしゃれの呪文はYa♡Mi♡Yamiかわいい♡♡』　企画モデル出演
- 「KERA」2016年5月号　- ケラっ娘　好きだからやりたい事つらぬいています企画
- 「FRUiTS別冊idp magazine」（2016年5月5日発売、ストリート編集室）[195]
- 「エキサイティングマックス!」 2020年5月号 -「カメラマンになろう！」[196]
- 「実話BUNKA超タブー」2021年3月号 -「吉田豪の人間コク宝インタビュー」[197]
- 「実話BUNKAタブー」 2022年9月号 -「吉田豪インタビュー おさわがせアイドル姫川風子 自殺未遂の真相」[198]